# ヴァレリー・ガエフスキー
ヴァレリー・ヴェニアミノヴィチ・ガエフスキー（ロシア語: Валерий Вениаминович Гаевский, 英語: Valery Veniaminovich Gaevsky, 1958年12月11日 - ）は、ロシアの政治家。スタヴロポリ地方知事や、同地方選出の連邦院（連邦上院）議員を歴任した。
モスクワ地質調査大学、スタヴロポリ大学を卒業する。経済学博士候補。水利地質の専門家として働き始め、1990年代にはモスクワで企業の取締役を勤めた。1996年スタヴロポリ地方行政府に入り、次官を経て、蔵相に就任した。2006年南部連邦管区大統領全権副代表に任命される。2008年2月、ロシア連邦地域開発省次官を経て、同年5月、スタヴロポリ地方知事に就任した。
2012年5月、スタヴロポリ地方知事を退任。北カフカース連邦管区大統領全権代表（当時）のアレクサンドル・フロポーニンとの確執が原因と報じられた。同年7月13日、地域開発副大臣となるが、地域開発省の廃止により2015年に農務副大臣に転じた
。2016年10月にはスタヴロポリ地方選出の連邦院議員となったが、スタヴロポリ地方議会が再任しなかったため、2021年9月に退任した。